# UFC Fight Night: Rockhold vs. Branch
UFC Fight Night: Rockhold vs. Branch var en MMA-gala som arrangerades av Ultimate Fighting Championship och ägde rum 16 september 2017 i Pittsburgh i USA.